# Pătrat

Un pătrat și diagonalele sale

Pătratul este poligonul regulat cu patru laturi. El este un caz particular de dreptunghi (dreptunghiul cu laturile adiacente egale) și de romb (rombul cu unghiurile drepte).

## Proprietăți
- laturile opuse sunt paralele;
- toate laturile sunt congruente;
- toate unghiurile sunt drepte;
- laturile alăturate sunt perpendiculare;
- diagonala {\displaystyle d=l{\sqrt {2}}};
- perimetrul {\displaystyle P=4l};
- raza cercului circumscris {\displaystyle R={\frac {l{\sqrt {2}}}{2}}} {\displaystyle (R={\frac {d}{2}})};
- apotema {\displaystyle a={\frac {l}{2}}}
- aria {\displaystyle A=l^{2}={\frac {d^{2}}{2}}};
- diagonalele sunt congruente și perpendiculare;
- diagonalele sunt și bisectoarele unghiurilor;
- mijloacele laturilor formează un alt pătrat;
- are patru axe de simetrie.